# Ouainville
Ouainville és un municipi francès situat al departament del Sena Marítim i a la regió de Normandia. L'any 2007 tenia 508 habitants.

## Demografia

### Població
El 2007 la població de fet d'Ouainville era de 508 persones. Hi havia 164 famílies de les quals 16 eren unipersonals (12 homes vivint sols i 4 dones vivint soles), 58 parelles sense fills, 86 parelles amb fills i 4 famílies monoparentals amb fills.
La població ha evolucionat segons el següent gràfic:
Habitants censats

### Habitatges
El 2007 hi havia 182 habitatges, 163 eren l'habitatge principal de la família, 10 eren segones residències i 8 estaven desocupats. Tots els 180 habitatges eren cases. Dels 163 habitatges principals, 102 estaven ocupats pels seus propietaris, 60 estaven llogats i ocupats pels llogaters i 2 estaven cedits a títol gratuït; 3 tenien una cambra, 6 en tenien dues, 23 en tenien tres, 33 en tenien quatre i 99 en tenien cinc o més. 131 habitatges disposaven pel capbaix d'una plaça de pàrquing. A 77 habitatges hi havia un automòbil i a 73 n'hi havia dos o més.

### Piràmide de població
La piràmide de població per edats i sexe el 2009 era:
| Homes | Edats   | Dones |
| ----- | ------- | ----- |
| 0     | 95 o +  | 0     |
| 0     | 90 a 94 | 0     |
| 0     | 85 a 89 | 0     |
| 0     | 80 a 84 | 0     |
| 0     | 75 a 79 | 4     |
| 4     | 70 a 74 | 12    |
| 12    | 65 a 69 | 8     |
| 12    | 60 a 64 | 12    |
| 4     | 55 a 59 | 4     |
| 12    | 50 a 54 | 16    |
| 32    | 45 a 49 | 16    |
| 24    | 40 a 44 | 24    |
| 8     | 35 a 39 | 24    |
| 20    | 30 a 34 | 12    |
| 12    | 25 a 29 | 8     |
| 16    | 20 a 24 | 8     |
| 24    | 15 a 19 | 48    |
| 24    | 10 a 14 | 20    |
| 16    | 5 a 9   | 12    |
| 4     | 0 a 4   | 16    |

## Economia
El 2007 la població en edat de treballar era de 334 persones, 233 eren actives i 101 eren inactives. De les 233 persones actives 197 estaven ocupades (120 homes i 77 dones) i 34 estaven aturades (16 homes i 18 dones). De les 101 persones inactives 24 estaven jubilades, 35 estaven estudiant i 42 estaven classificades com a «altres inactius».

### Ingressos
El 2009 a Ouainville hi havia 168 unitats fiscals que integraven 510 persones, la mediana anual d'ingressos fiscals per persona era de 15.838 €.

### Activitats econòmiques
Dels 9 establiments que hi havia el 2007, 1 era d'una empresa de construcció, 4 d'empreses de comerç i reparació d'automòbils, 1 d'una empresa financera i 3 d'empreses de serveis.
L'únic servei als particulars que hi havia el 2009 era una lampisteria.
L'únic establiment comercial que hi havia el 2009 era una floristeria.
L'any 2000 a Ouainville hi havia 7 explotacions agrícoles que ocupaven un total de 609 hectàrees.

## Equipaments sanitaris i escolars
El 2009 hi havia 1 escola maternal integrada dins d'un grup escolar amb les comunes properes formant una escola dispersa i 1 escola elemental integrada dins d'un grup escolar amb les comunes properes formant una escola dispersa.

## Poblacions més properes
El següent diagrama mostra les poblacions més properes.